# Нове Скальмежице (гміна)
Гміна Нове Скальмежице (пол. Gmina Nowe Skalmierzyce) — місько-сільська гміна в північно-західній Польщі. Належить до Островського повіту Великопольського воєводства. Органи управління гміни — у с. Скальмежиці. З 1 січня 2010 по 1 січня 2023 це була єдина місько-сільська гміна Польщі, органи управління якої знаходяться не у місті. З 1 січня 2023 року з'явилася ще одна така ж гміна - Бодзанув. 
Станом на 31 грудня 2011 у гміні проживало 15172 особи.

## Територія
Згідно з даними за 2007 рік площа гміни становила 125.67 км², у тому числі:
- орні землі: 90.00 %
- ліси: 3.00 %

Таким чином, площа гміни становить 10.83 % площі повіту.

## Населення
Станом на 31 грудня 2011:
| Опис     | Загалом | Загалом | Чоловіки | Чоловіки | Жінки | Жінки |
| -------- | ------- | ------- | -------- | -------- | ----- | ----- |
| одиниця  | осіб    | %       | осіб     | %        | осіб  | %     |
| все      | 15172   | 100     | 7490     | 49.37    | 7682  | 50.63 |
| міське   | 4913    | 100     | 2359     | 48.02    | 2554  | 51.98 |
| сільське | 10259   | 100     | 5131     | 50.01    | 5128  | 49.99 |

## Сусідні гміни
Гміна Нове Скальмежице межує з такими гмінами: Годзеше-Вельке, Голухув, Острув-Велькопольський, Серошевиці.